# Holger Sinding-Larsen
Peter Andreas Holger Sinding-Larsen, född den 5 juli 1869 i Kristiania (nuvarande Oslo), död där den 12 december 1938, var en norsk arkitekt, son till Alfred Sinding-Larsen, bror till Christian Magnus Sinding-Larsen, Birger Fredrik Sinding-Larsen och Kristofer Sinding-Larsen. 
Sinding-Larsen studerade i sin hemstad och i Berlin och blev 1893 praktiserande arkitekt i Kristiania. Bland hans arbeten där märks Vålerengens kyrka, Zoologiska museet, universitetsbiblioteket, universitetets nya festsal (den sistnämnda i samarbete med Harald Bødtker). Bland hans övriga verk fanns Norges paviljong på världsutställningen i Paris 1900. Sinding-Larsen arbetade energiskt för bevarandet av hemlandets historiska byggnader. Exempelvis deltog han i restaureringen av Akershus fästning. Han skildrade fästningens utveckling i skrifterna Akershus (2 band, 1924–1925) och Akershus fra Håkon V til Christian IV (1925–1926).